# Michael Wisbrun
Michael Wisbrun is een Nederlandse topman. Hij is vooral bekend geworden door de diverse bestuursfuncties binnen de Koninklijke Luchtvaart Maatschappij (KLM), Air France-KLM en inmiddels SkyTeam.
Hij behaalde zijn Master of Engineering bij de TU Delft.
Hij startte in 1978 bij de KLM waar hij verschillende functies vervulde binnen de KLM. Ook maakte hij deel uit van de Strategic Management Committee van Air France-KLM, verantwoordelijk voor Air France Cargo, KLM Cargo en Martinair Cargo.
Per 1 juni 2011 heeft SkyTeam, de luchtvaartalliantie waartoe onder meer Air France-KLM behoort, Michael Wisbrun benoemd als nieuwe Managing Director.
Wisbrun, die in het verleden onder meer betrokken was bij de joint venture van KLM en Northwest Airlines, wordt verantwoordelijk voor uitbreiding van het netwerk van SkyTeam en de introductie van nieuwe producten en diensten voor de klanten van de alliantie.
Wisbrun wordt in zijn huidige functie als hoofdbestuurder van Air France-KLM Cargo opgevolgd door voormalig minister van Verkeer en Waterstaat Camiel Eurlings.